# Gunaroš
Gunaroš è un villaggio della Serbia situato nella municipalità di Bačka Topola, nel distretto della Bačka Settentrionale, nella provincia autonoma di Voivodina. La popolazione totale è di 1 264 abitanti (censimento del 2011), e la maggioranza di essa è di etnia ungherese.